# Vignieu
Vignieu ist eine französische Gemeinde mit 961 Einwohnern (Stand: 1. Januar 2022) im Département Isère in der Region Auvergne-Rhône-Alpes. Vignieu gehört zum Arrondissement La Tour-du-Pin und zum Kanton Morestel (bis 2015: Kanton La Tour-du-Pin). Die Einwohner werden Vignolais genannt.

## Geographie
Vignieu liegt etwa 48 Kilometer westsüdwestlich von Lyon. Umgeben wird Vignieu von den Nachbargemeinden Sermérieu im Norden, Vézeronce-Curtin im Nordosten, Vasselin im Osten, Dolomieu im Südosten, Montcarra im Süden sowie Saint-Chef im Westen.

## Bevölkerungsentwicklung
| Jahr                       | 1962 | 1968 | 1975 | 1982 | 1990 | 1999 | 2006 | 2017 |
| -------------------------- | ---- | ---- | ---- | ---- | ---- | ---- | ---- | ---- |
| Einwohner                  | 424  | 412  | 385  | 502  | 592  | 706  | 820  | 1015 |
| Quellen: Cassini und INSEE |      |      |      |      |      |      |      |      |

## Sehenswürdigkeiten

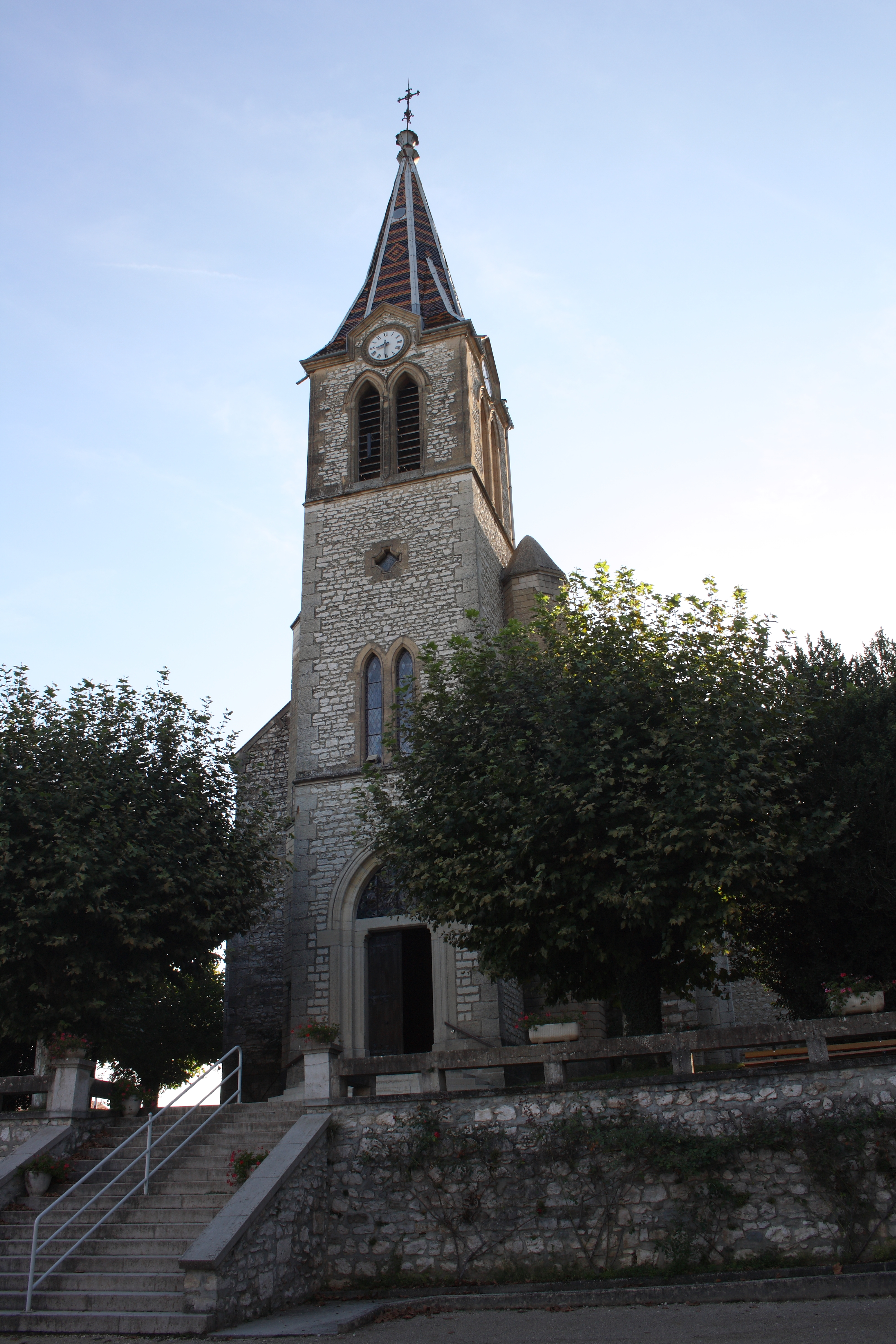
Kirche Saint-Blaise
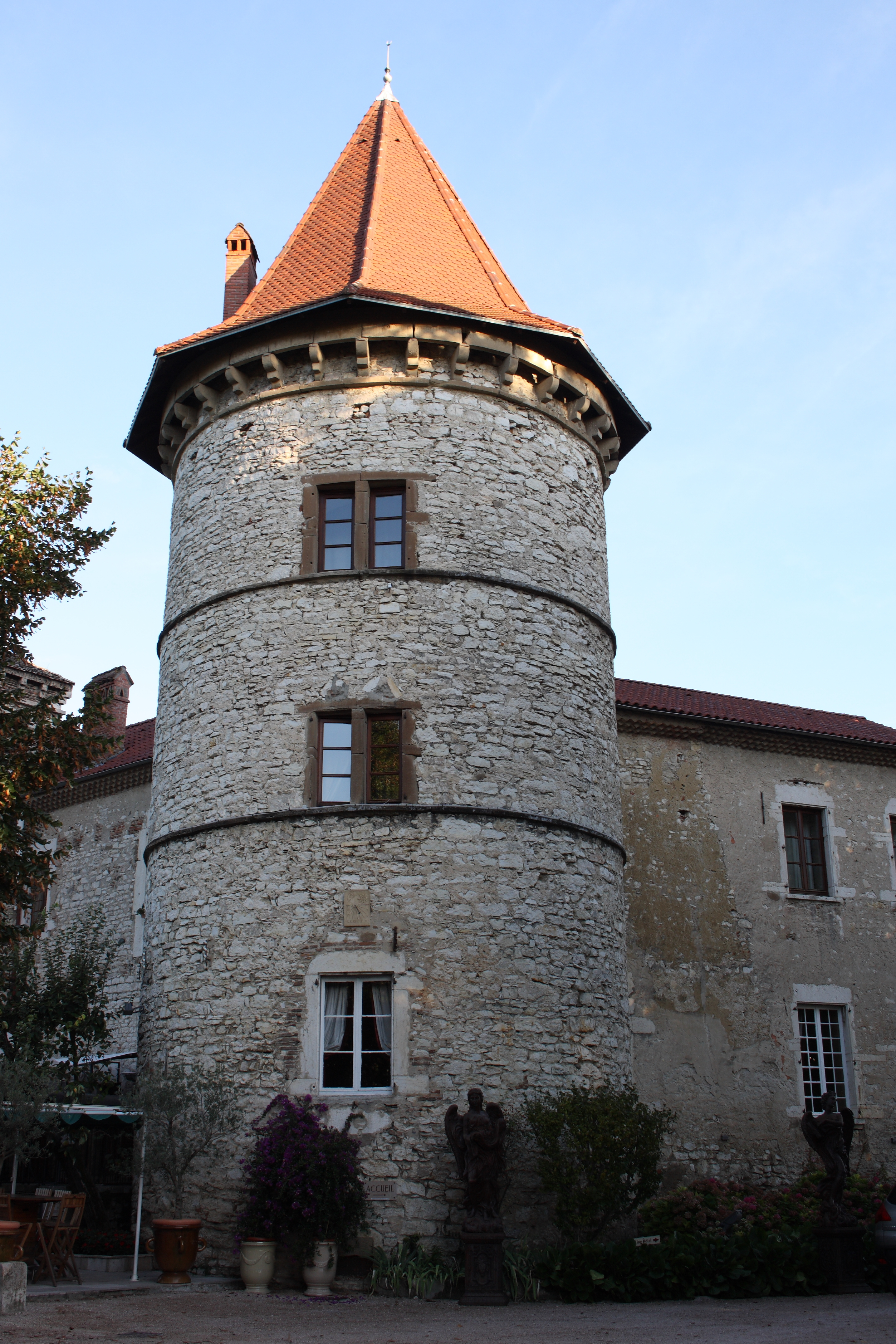
Schloss Chapeau cornu aus dem 14. Jahrhundert
- Riesenfontäne
- Wehrhäuser in Beauvenir

- Kirche Saint-Blaise
- Turm von Schloss Chapeau cornu